# Кабалоев, Билар Емазаевич
Била́р Емаза́евич Кабало́ев (11 [24] ноября 1917, с. Старый Лескен, Терская область, Российская империя — 1 апреля 2009, Владикавказ, Республика Северная Осетия — Алания, Россия) — советский государственный и партийный деятель.
Член КПСС с 1940 года.

## Биография
Родился 11 ноября 1917 в селе Старый Лескен Терской области Российской империи (ныне село Анзорей Лескенского района Республики Северная Осетия — Алания). По национальности осетин. 

### Образование
Окончил Нальчикское педагогическое училище, затем в 1939 году исторический факультет Московского педагогического института и в 1948 году заочное отделение Высшей партийной школы при ЦК ВКП(б).

### Трудовая деятельность
- 1939—1942 гг. — преподаватель, секретарь комитета ВКП(б) Кабардино-Балкарского педагогического института.
- 1942—1943 гг. — лектор Кабардино-Балкарского, Северо-Осетинского областного комитета ВКП(б).
- 1943—1944 гг. — заместитель заведующего Отделом пропаганды и агитации Кабардино-Балкарского областного комитета ВКП(б).
- 1944—1951 гг. — первый секретарь Кабардинского областного комитета ВЛКСМ.
- 1951—1952 гг. — секретарь Кабардинского областного комитета ВКП(б).
- 1952—1961 гг. — секретарь Северо-Осетинского областного комитета ВКП(б) — КПСС.
- 1961—1982 гг. — первый секретарь Северо-Осетинского областного комитета КПСС.
- 1982—1987 гг. — генеральный консул СССР в Эрдэнэте, Монголия.
- С 1987 года — на пенсии.

Избирался депутатом Верховного Совета СССР и Северо-Осетинской АССР. Член Центральной Ревизионной Комиссии КПСС (1961—1966). Кандидат в члены ЦК КПСС (1966—1986).

Могила Б. Е. Кабалоева

Умер 1 апреля 2009 года во Владикавказе, Республика Северная Осетия-Алания. Похоронен на Аллее Славы во Владикавказе
Наследие Билара Кабалоева:
- Главное достижение Билара Кабалоева считают инициативу, и продвижение построения Транскавказской автомагистрали, под горную круглогодичную Рокский туннель.
- Открытие аэропорта Владикавказ в городе Беслан,
- Открытие музыкального оперного гос.театра,
- Открытие огромного здания Дворца детского творчества (ранее дворца Пионеров),
- Спортивный дворец Манеж,
- Планетарий,
- Инициировал строительство крупного района из многоэтажек на северо западной окраине г.Владикавказ «БАМ»,
- Финансировал, всячески поддерживал местных композиторов, деятелей культуры,

## Память
- В доме где жил Билар Кабалоев установленна мемориальная доска,
- в новом микрорайоне северо-западной части города на пересечении Архонского шоссе названа улица Билара Кабалоева.

## Семья
- Сын — Кабалоев Заур Биларович,
- Дочь — Кабалоева Залина Биларовна.

## Награды
- 2 ордена Ленина (в том числе 24.11.1977)
- Орден Октябрьской Революции
- 3 ордена Трудового Красного Знамени (в том числе 28.10.1948 И 05.10.1960)
- Орден «Знак Почёта»
- Орден Полярной звезды (Монголия)